# Monts Martani
 (décembre 2020).
Si vous disposez d'ouvrages ou d'articles de référence ou si vous connaissez des sites web de qualité traitant du thème abordé ici, merci de compléter l'article en donnant les références utiles à sa vérifiabilité et en les liant à la section « Notes et références ».
Les monts Martani (italien : Monti martani) sont un petit groupe de montagnes de l'Italie centrale faisant partie de la chaîne des Apennins. Ils sont situés au centre de l'Ombrie dans les provinces de Terni et Pérouse et s'étalent régulièrement du sud au nord sur une distance d'environ 45 km.

## Géographie

### Localisation, géomorphologie

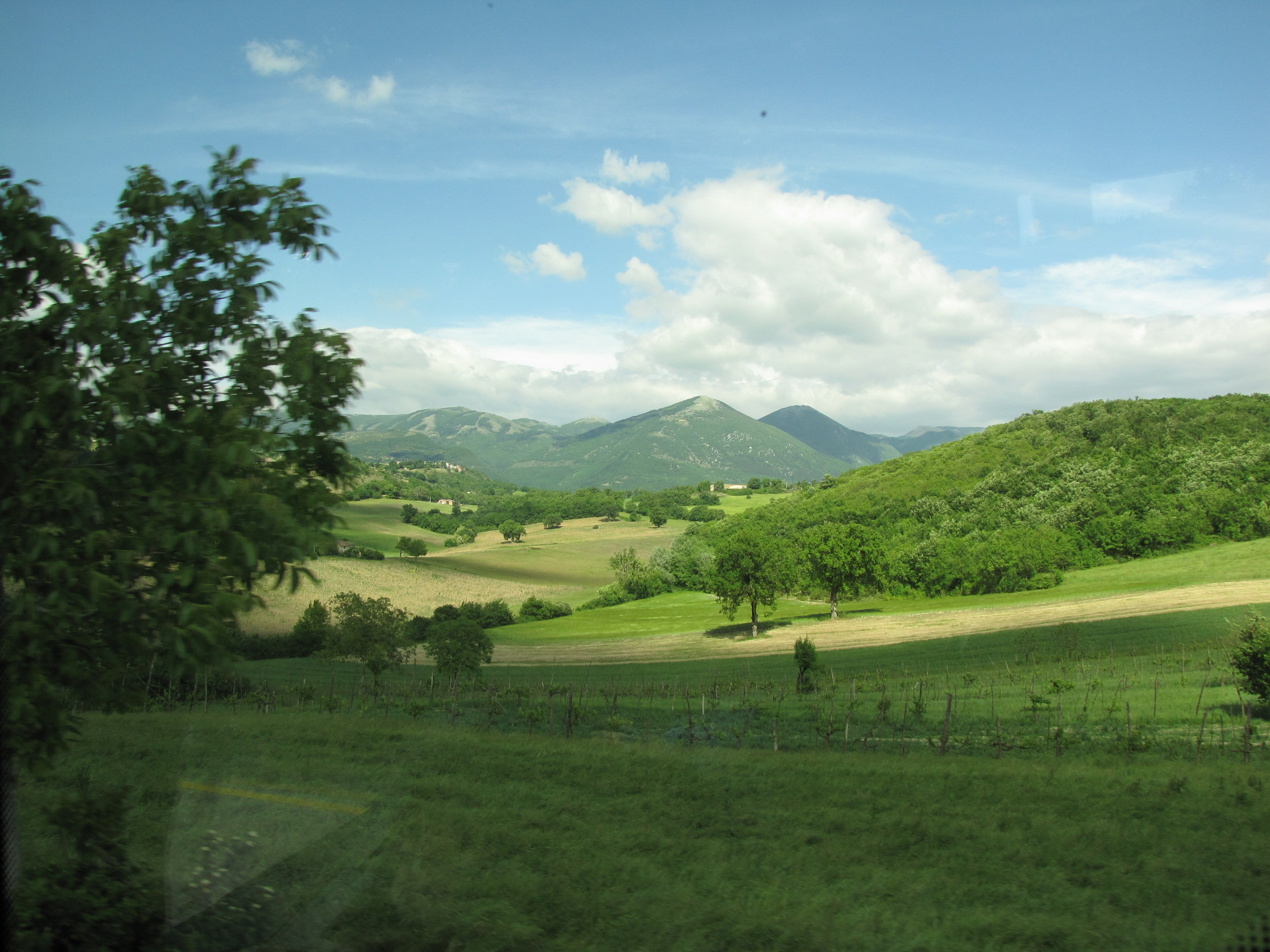
Vue des monts Martani.

Les monts Martani sont composés principalement de roches calcaires. La plupart des sommets, qui sont arrondis et couverts de prairies, ont une altitude avoisinant 1 000 mètres, leur point culminant étant le mont Torre Maggiore 1 120 m.
Le massif est délimité à l'est par la Valle Umbra et par le Valserra, à l'ouest par la vallée du Tibre et du Naia dans la partie méridionale et au sud par la Conca Ternana avec le fleuve Nera. Les monts Martani sont entourés par d'importantes villes. Au nord Montefalco et Foligno, à l'est Spoleto, à l'ouest Todi, Acquasparta, Massa Martana et Sangemini, au sud Terni.
Les monts Martani possèdent de nombreuses grottes, dolines et ponors issus de l'érosion dont le principal exemple est constitué par le Fosso di Pozzale.

### Principaux sommets
- Mont Torre Maggiore, 1 120 mètres
- Mont Forzano, 1 094 mètres
- Mont Martano, 1 094 mètres
- Capoccia Pelata, 1 054 mètres
- Mont Torricella, 1 054 mètres
- Cima Panco, 1 013 mètres

### Faune et flore
- Porc-épic (Hystrix cristata)
- Écureuil (Sciurus vulgaris)
- Renard (Vulpes vulpes)
- Belette (Mustela nivalis)
- Blaireau (Meles meles)
- Épervier (Accipiter gentilis)
- Pic vert (Picus viridis)
- Pic épeiche (Dendrocopos major)
- Martin pêcheur (Alcedo atthis)
- Salamandre

La végétation est constituée de forêts d'arbres mixtes majoritairement de chênes, de forêts de chêne vert, dans les zones plus élevées de hêtres, et sur les sommets des herbages (zones de pâturages).

## Histoire
La région a abrité de nombreuses pièces archéologiques et possède de nombreux vestiges antiques dont les plus importants sont ceux de Carsulae et de Sant'Erasmo sur le mont Torre Maggiore.

## Économie
L'eau du massif alimente dans la vallée de nombreuses sources d'eau minérales dont certaines sont renommées : Sangemini, Fabia, Amerino, Sanfaustino et Furapane.
La zone est parsemée de villages et de fermes qui développent une économie basée sur le pâturage, l'exploitation forestière et l′agriculture.

## Sources
- (it) Cet article est partiellement ou en totalité issu de l’article de Wikipédia en italien intitulé « Monti Martani » (voir la liste des auteurs).